# Oração

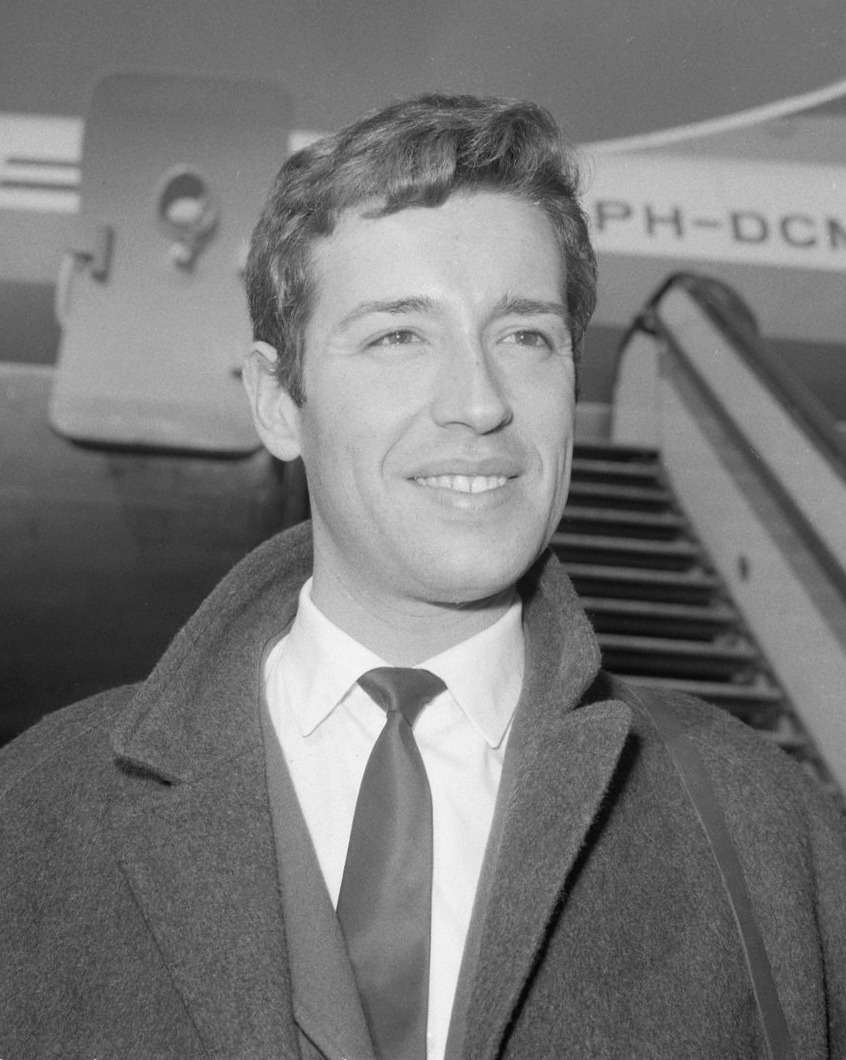
António Calvário, intérprete de la canción, en 1965.

«Oração» —[ɔ.ɾɐ.ˈsɐ̃w̃]; en español: «Oración»— es una canción compuesta por João Nobre e interpretada en portugués por António Calvário. Se lanzó como sencillo en 1964 mediante A voz do dono. Fue elegida para representar a Portugal en el Festival de la Canción de Eurovisión de 1964 tras ganar la final nacional portuguesa, Grande Prémio TV da Canção Portuguesa 1964.

## Festival de Eurovisión

### Grande Prémio TV da Canção Portuguesa 1964
Esta canción participó en la final nacional para elegir al representante portugués del Festival de la Canción de Eurovisión de 1964, celebrada el 2 de febrero de ese año en los Estúdios do Lumiar en Lisboa. Fue presentada por Henrique Mendes y Maria Helena Gouveia. Dieciocho jurados regionales se encargaron de la votación. Finalmente, la canción se declaró ganadora entre 12 canciones con 79 puntos.

### Festival de la Canción de Eurovisión 1964
Esta canción fue la representación portuguesa en el Festival de Eurovisión 1964. La orquesta fue dirigida por Kai Mortensen, el director de orquesta del país anfitrión, Dinamarca.
La canción fue interpretada undécima en la noche del 21 de marzo de 1964 por António Calvário, precedida por Mónaco con Romuald interpretando «Où sont-elles passées ?» y seguida por Italia con Gigliola Cinquetti interpretando «Non ho l'età». Al final de las votaciones, la canción no había recibido ningún punto; quedó en 13.er puesto de 16 y fue uno de los cuatro países que no estrenaron el marcador ese año.
Fue sucedida como representación portuguesa en el Festival de 1965 por Simone de Oliveira con «Sol de inverno».

## Letra
La canción es del estilo chanson. La letra está escrita en forma de oración, en la cual el intérprete se dirige a Dios y confiesa haber maltratado, despreciado y pegado a su amante, y pide entonces su perdón.

## Formatos
| Disco de vinilo 7" |                      |          |  |
| N.º                | Título               | Duración |  |
| 1.                 | «Oração»             |          |  |
| 2.                 | «Notre dame d'amour» |          |  |
| 3.                 | «Alma de boémio»     |          |  |
| 4.                 | «Tricana»            |          |  |

## Créditos
- António Calvário: voz
- João Nobre: composición
- Francisco Nicholson y Rogério Bracinha: letra
- A voz do dono: compañía discográfica

Fuente:

## Historial de lanzamiento
| Región   | Fecha | Formato | Discográfica  | Ref.  |
| -------- | ----- | ------- | ------------- | ----- |
| Portugal | 1964  | EP      | A voz do dono | [ 1 ] |